# Geoffrey Keezer
Geoffrey Keezer (Eau Claire (Wisconsin), 20 november 1970) is een Amerikaanse jazzpianist en -componist.

## Biografie
Keezer is een kind van muzikanten en muziekpedagogen en werd op 17-jarige leeftijd door James Williams voorgesteld als pianist voor Art Blakey voor diens Jazz Messengers. Hij was de laatste pianist van de formatie tussen 1988 en 1990. Hij zegt erover: Hij (Blakey) heeft een manier om je geluid te ontgrendelen, ongeacht welk instrument je speelt. Hij was drie keer zo oud als ik, maar het was moeilijk om hem bij te houden. Keezer speelde vervolgens live en nam op met Art Farmer en anderen. Hij componeerde Proclamation voor Roy Hargrove en nam zijn eigen albums op. Hij is het jongste lid van het Contemporary Piano Ensemble.
Midden twintig speelde hij met grootheden als Ray Brown, Benny Golson en Joshua Redman en begeleidde hij de zangeressen Diana Krall en Dianne Reeves. Hij werkte met Sting, Wayne Shorter en gitarist Jim Hall. Hij toerde met David Sanborn, Chris Botti, Joe Locke en Christian McBride. Met Denise Donatelli ontving hij drie Grammy-nominaties.
Met Blakey introduceerde Keezer een harder, jeugdig stijf geluid, de techniek van tweehandige parallelle octaven op de manier van Phineas Newborn, als een must voor jonge pianisten ingevoerd door James Williams. In solo- of triospel slaagt hij erin een vol, soms ruig pianogeluid te produceren. Hij gebruikt de solo-techniek van Newborn en speelt Timmons Moaning op een gelijkwaardig en zwaar niveau met de componist, met ritmisch grappige invoegingen samen met Blakey, een tweehandige, parallelstemmige stijl, rapsodieën die op dubbele tempo vallen en een goed gevoel voor blues. Als metgezel heeft hij een geaccentueerd eenvoudig spel. In september/oktober 2005 toerde hij met Lizz Wright en David Sanborn door Duitsland. Hij vergezelde zangeres Lizz Wright onopvallend, in de band van saxofonist David Sanborn leverde hij grappige duels met de drummer. Met lyrische melodieën, complexe ritmes en harmonieën wendde hij zich tot de vernieuwing van de jazzpiano en geïntegreerde hij etnische ritmes.

## Discografie
- ????: Met Art Blakeys Jazz Messengers 1988–1990.
- 1989: The Art of Jazz, in + out. ZDF verjaardagsfeestje voor Blakey met zijn Oldstars
- 1990: Here And Now, Blue Note Records. Kwartet met Steve Nelson, Billy Higgins aanvullend Donald Harrison en eigen composities
- 2013: Heart of the Piano, Motéma